# Velika nagrada Brazilije 2007
Velika nagrada Brazilije 2007 je bila sedemnajsta in zadnja dirka Svetovnega prvenstva Formule 1 v sezoni 2007. Odvijala se je 21. oktobra 2007 na dirkališču Autódromo José Carlos Pace. Dirka je odločala o dirkaškem naslovu prvaka, za katerega so bili pred dirko v igri še Lewis Hamilton, Fernando Alonso in Kimi Räikkönen. Räikkönen je na dirki s tretjega štartnega mesta zmagal pred moštvenim kolegom pri Ferrariju, Felipejem Masso, ki je štartal z najboljšega štartnega položaja, in Alonsom, ki je štartal s štartnega četrtega mesta in je za obema Ferrarijema zaostal skoraj minuto. Hamilton, ki je štartal z drugega štartnega mesta je že v prvem ovinku v boju z Alonsom naredil napako, zapeljal s proge in padel na osmo mesto, v devetem krogu pa je zaradi težav z menjalnikom, ki naj bi jih povzročil sam z nenamernim pritiskom na gumb za začetek štartne procedure, izgubil še štirideset sekund proti vodilnim, zaradi česar mu tudi s spremenjeno taktiko treh postankov v boksih ni uspelo priti višje od sedmega mesta. To pa je pomenilo, da je dirkač z najmanj možnostmi pred dirko, Kimi Räikkönen, osvojil svoj prvi naslov prvaka s točko prednosti pred dirkačema McLarna, Alonsom in Hamiltonom. Nico Rosberg z Williams-Toyoto je s četrtim mestom osvojil svoj najboljši rezultat v karieri.

## Poročilo

### Pred dirko
Zaradi odstopa vodilnega v dirkaškem prvenstvu, Lewisa Hamiltona, na predzadnji dirki sezone za Veliko nagrado Kitajske, sta imela pred dirko poleg Hamiltona za naslov prvaka možnosti še njegov moštveni kolega pri McLarnu Fernando Alonso, ki je zaostajal štiri točke za Hamiltonom, in dirkač Ferrarija Kimi Räikkönen, ki je zaostajal še tri točke za Alonsom. To je bil prvi boj treh dirkačev na naslov prvaka na zadnji dirki sezone po sezoni 1986, ko je naslov osvojil Alain Prost pred Nelsonom Piquetom in Nigelom Mansellom, in osmi v oseminpetdesetletni zgodovini Formule 1.

### Kvalifikacije
Najboljši štartni položaj je osvojil Felipe Massa, za njim pa so se zvrstiti vsi trije dirkači, ki so se borili za naslov prvaka, Hamilton, Räikkönen in Alonso, do desetega mesta pa še Mark Webber, Nick Heidfeld, Robert Kubica, Jarno Trulli, David Coulthard in Nico Rosberg. V finalnem delu kvalifikacij je moral ob obeh svojih hitrih krogih Räikkönen prehiteti Hamiltona. V Räikkönenovem zadnjem poskusu se je Hamilton umaknil prepozno, zato je Finca v naslednjem ovinku odneslo malce prek robnika. Hamilton se je Räikkönenu po kvalifikacijah opravičil, kot razlog za incident pa je navedel tresoča se ogledala.

### Dirka
Na štartu je Massa zaprl Hamiltona, tako da je Britanca najprej uspel prehiteti Räikkönen, nato pa še  Alonso. Hamilton je v prvem ovinku napadel Alonsa, toda prepozno zaviral, zapeljal s proge in padel na osmo mesto. Alonso ni mogel slediti vodilnima dirkačema Ferrarija, v devetem krogu pa je Hamilton nenadoma upočasnil in po štiridesetih sekundah počasne vožnje nadaljeval z dirkanjem. Kasneje je v intervjuju povedal, da je bil sam kriv za težavo, ko je po nesreči pritisnil gumb za začetek štartne procedure, toda McLaren je kasneje zanikal njegovo krivdo. Po drugih postankih v boksih je Räikkönen ostal nekaj krogov dlje na stezi kot Massa in se po svojem postanku vrnil na stezo v vodstvo, ki ga je držal vse do konca. Medtem je Hamilton spremenil taktiko z dveh na tri postanke v boksih, toda vseeno se mu višje od sedmega mesta ni uspelo prebiti, v zadnjih krogih pa sta se za četrto mesto borila Nemca Rosberg in Heidfeld, na koncu je četrto mesto in svoj najboljši rezultat kariere osvojil Rosberg, točke pa so osvojili še peti Robert Kubica, šesti Heidfeld in osmi Jarno Trulli. Novinec Kazuki Nakadžima je dosegel solidno deseto mesto, njegov debi pa je v precejšnji meri zasenčila nezgoda pri postanku v boksih, ko je pripeljal prehitro na mesto za dolivanje goriva in lažje poškodoval dva mehanika. 

### Po dirki
Zmaga Räikkönena, tretje mesto Alonsa in sedmo Hamiltona je v prvenstvu pomenilo prvi naslov prvaka Räikkönena, ki je Alonsa in Hamiltona prehitel le za točko, kar je najtesnejša odločitev o naslovu prvaka med tremi dirkači v zgodovini. Prvič po sezoni 1950 se je zgodilo, da je tretjeuvrščeni dirkač v prventvu na zadnji dirki osvojil naslov prvaka, takrat je to uspelo prvemu prvaku v zgodovini Formule 1, Ninu Farini, ki je premagal Juana Manuela Fangia za tri in Luigija Fagiolija za šest točk. Räikkönen je po Juanu Manuelu Fangiu v sezoni 1956 in Jodyju Scheckterju v sezoni 1979 tretji Ferrarijev dirkač, ki je v svoji prvi sezoni v moštvu osvojil naslov prvaka. Finec je osvojil tudi pokal podjetja DHL za največ najhitrejših krogov v sezoni, tudi tukaj je bila odločitev tesna in je padla na zadnji dirki, ko je Räikkönen moštvenega kolego Masso ob izenačenosti glede najhitrejših in drugih najhitrejših krogov premagal šele zaradi večjega števila tretjih najhitrejših krogov. Heikkiju Kovalainenu je odstop na zadnji dirki sezone preprečil, da bi kot prvi novinec v zgodovini Formule 1 končal vse dirke sezone.

## Rezultati

### Kvalifikacije
| Poz | Dirkač               | Konstruktor        | 1. del   | 2. del   | 3. del   |
| --- | -------------------- | ------------------ | -------- | -------- | -------- |
| 1   | Felipe Massa         | Ferrari            | 1:12,303 | 1:12,374 | 1:11,931 |
| 2   | Lewis Hamilton       | McLaren-Mercedes   | 1:13,033 | 1:12,296 | 1:12,082 |
| 3   | Kimi Räikkönen       | Ferrari            | 1:13,016 | 1:12,161 | 1:12,322 |
| 4   | Fernando Alonso      | McLaren-Mercedes   | 1:12,895 | 1:12,637 | 1:12,356 |
| 5   | Mark Webber          | Red Bull-Renault   | 1:13,081 | 1:12,683 | 1:12,928 |
| 6   | Nick Heidfeld        | BMW Sauber         | 1:13,472 | 1:12,888 | 1:13,081 |
| 7   | Robert Kubica        | BMW Sauber         | 1:13,085 | 1:12,641 | 1:13,129 |
| 8   | Jarno Trulli         | Toyota             | 1:13,470 | 1:12,832 | 1:13,195 |
| 9   | David Coulthard      | Red Bull-Renault   | 1:13,264 | 1:12,846 | 1:13,272 |
| 10  | Nico Rosberg         | Williams-Toyota    | 1:13,707 | 1:12,752 | 1:13,477 |
| 11  | Rubens Barrichello   | Honda              | 1:13,661 | 1:12,932 |          |
| 12  | Giancarlo Fisichella | Renault            | 1:13,482 | 1:12,968 |          |
| 13  | Sebastian Vettel     | Toro Rosso-Ferrari | 1:13,853 | 1:13,058 |          |
| 14  | Vitantonio Liuzzi    | Toro Rosso-Ferrari | 1:13,607 | 1:13,251 |          |
| 15  | Ralf Schumacher      | Toyota             | 1:13,767 | 1:13,315 |          |
| 16  | Jenson Button        | Honda              | 1:14,054 | 1:13,469 |          |
| 17  | Heikki Kovalainen    | Renault            | 1:14,078 |          |          |
| 18  | Takuma Sato          | Super Aguri-Honda  | 1:14,098 |          |          |
| 19  | Kazuki Nakadžima     | Williams-Toyota    | 1:14,417 |          |          |
| 20  | Anthony Davidson     | Super Aguri-Honda  | 1:14,596 |          |          |
| 21  | Adrian Sutil         | Spyker-Ferrari     | 1:15,217 |          |          |
| 22  | Sakon Jamamoto       | Spyker-Ferrari     | 1:15,487 |          |          |

### Dirka
| Poz | Št | Dirkač               | Konstruktor        | Krogi | Čas/Odstop  | Št. m. | Toč |
| --- | -- | -------------------- | ------------------ | ----- | ----------- | ------ | --- |
| 1   | 6  | Kimi Räikkönen       | Ferrari            | 71    | 1:28:15,270 | 3      | 10  |
| 2   | 5  | Felipe Massa         | Ferrari            | 71    | + 1,493 s   | 1      | 8   |
| 3   | 1  | Fernando Alonso      | McLaren-Mercedes   | 71    | + 57,019 s  | 4      | 6   |
| 4   | 16 | Nico Rosberg         | Williams-Toyota    | 71    | + 1:02,848  | 10     | 5   |
| 5   | 10 | Robert Kubica        | BMW Sauber         | 71    | + 1:10,957  | 7      | 4   |
| 6   | 9  | Nick Heidfeld        | BMW Sauber         | 71    | + 1:11,317  | 6      | 3   |
| 7   | 2  | Lewis Hamilton       | McLaren-Mercedes   | 70    | +1 krog     | 2      | 2   |
| 8   | 12 | Jarno Trulli         | Toyota             | 70    | +1 krog     | 8      | 1   |
| 9   | 14 | David Coulthard      | Red Bull-Renault   | 70    | +1 krog     | 9      |     |
| 10  | 17 | Kazuki Nakadžima     | Williams-Toyota    | 70    | +1 krog     | 19     |     |
| 11  | 11 | Ralf Schumacher      | Toyota             | 70    | +1 krog     | 15     |     |
| 12  | 22 | Takuma Sato          | Super Aguri-Honda  | 69    | +2 kroga    | 18     |     |
| 13  | 18 | Vitantonio Liuzzi    | Toro Rosso-Ferrari | 69    | +2 kroga    | 14     |     |
| 14  | 23 | Anthony Davidson     | Super Aguri-Honda  | 68    | +3 krogi    | 20     |     |
| Ods | 20 | Adrian Sutil         | Spyker-Ferrari     | 43    | Zavore      | 21     |     |
| Ods | 8  | Rubens Barrichello   | Honda              | 40    | Motor       | 11     |     |
| Ods | 4  | Heikki Kovalainen    | Renault            | 35    | Trčenje     | 17     |     |
| Ods | 19 | Sebastian Vettel     | Toro Rosso-Ferrari | 34    | Hidravlika  | 13     |     |
| Ods | 7  | Jenson Button        | Honda              | 20    | Motor       | 16     |     |
| Ods | 15 | Mark Webber          | Red Bull-Renault   | 14    | Menjalnik   | 5      |     |
| Ods | 21 | Sakon Jamamoto       | Spyker-Ferrari     | 2     | Trčenje     | 22     |     |
| Ods | 3  | Giancarlo Fisichella | Renault            | 2     | Trčenje     | 12     |     |